# Ciàtica
La ciàtica és un conjunt de símptomes que pot ser causat per la compressió general o irritació (del costat dret, o esquerre o de tots dos costats) d'una de les cinc arrels dels nervis espinals que donen origen a cada nervi ciàtic, o per la compressió o irritació del nervi ciàtic. Això causa dolor, des de la zona lumbar (lumbàlgia) als glutis i a diverses parts de la cuixa, la cama i el peu; però també hi poden haver trastorns sensitius, que inclouen parestèsies (amb entumiment o sensació de formigueig o cremor) i trastorns motrius, que inclouen debilitat muscular i dificultat en el moviment o en el control de la cama. Típicament, els símptomes només afecten un costat del cos.
Tot i que la ciàtica és una forma relativament comuna de dolor a la zona lumbar amb dolor irradiat cap a les cames, el veritable significat del terme és sovint mal entès. La ciàtica és un conjunt de símptomes més que un diagnòstic del que irrita l'arrel del nervi i causa el dolor. Aquest punt és important, perquè el tractament per als símptomes de la ciàtica sol ser diferent, depenent de la causa subjacent dels símptomes.
El primer ús conegut de la paraula ciàtica es remunta a 1451.

## Causes
La ciàtica és causada generalment per la compressió dels nervis lumbar L4 o L5 o dels nervis sacres, S2 S1 o S3, o de lluny amb menys freqüència, per la compressió del nervi ciàtic en si. Quan la ciàtica és causada per la compressió d'una arrel nerviosa dorsal (base) es considera una radiculopatia lumbar (radiculitis o quan s'acompanya amb una resposta inflamatòria) d'una hèrnia discal (hèrnia del disc intervertebral, una a la columna vertebral), o de la rugositat, l'ampliació, i/o pèrdua d'alineació de les vèrtebres (espondilolistesi), o discos degenerats. La ciàtica causa de la compressió d'una arrel nerviosa és una de les formes més comunes de radiculopatia.
La pseudosciàtica causa símptomes similars a la compressió de l'arrel del nervi espinal. Pot ser provocat per lesions (habitualment espondilosi) a les articulacions interespinoses (síndrome facetària) i se sent com dolor a la part baixa de l'esquena i que baixa no més enllà de la part posterior de les cuixes; o per la compressió de les seccions perifèriques del nervi, en general per tensió dels teixits tous al múscul piramidal de la pelvis (vegeu síndrome piriforme o vegeu més endavant).

### Hèrnia discal
Una de les possibles causes de la ciàtica és una hèrnia discal pressionant una de les arrels del nervi ciàtic.
Els discos intervertebrals es componen d'un anell fibrós amb un centre més mal·leable, el nucli polpós. Els discos separen les vèrtebres, propiciant així un espai perquè les arrels nervioses puguin sortir correctament a través dels espais entre l'L4, L5, i les vèrtebres sacres. Els discos esmorteeixen les forces de compressió de la columna vertebral, però són febles a la pressió aplicada durant els moviments de rotació. És per això que una persona que s'inclina cap a un costat, en un mal angle per recollir alguna cosa, pot tenir més probabilitats d'herniar un disc vertebral que una persona que salta d'una escala i cau dempeus.
L'hèrnia de disc es produeix quan el centre líquid del disc sobresurt cap a l'exterior, trencant l'anell exterior de les fibres, extrudits al canal espinal, i comprimeix una arrel nerviosa en contra de la làmina o pedicle de la vèrtebra, que causa la ciàtica. Aquest líquid tret del nucli polpós pot causar inflamació i inflor dels teixits circumdants que poden al seu torn causar una major compressió de l'arrel nerviosa en l'espai tancat del canal espinal.
La ciàtica causada per la pressió d'una hèrnia discal i la inflor dels teixits circumdants pot desaparèixer espontàniament si l'estrip a la cura del disc i extrusió de la pulposi i la inflamació cessen.
La ciàtica pot també ser causada per tumors que incideixen en la medul·la espinal o les arrels nervioses. Dolor sever de l'esquena que s'estén als malucs i els peus, incontinència urinària o pèrdua del control de l'intestí o del múscul, poden resultar de tumors de la medul·la. Traumatismes a la columna, per exemple d'un accident automobilístic, també poden portar a la ciàtica.

### Estenosi espinal
Altres causes inclouen la compressió vertebral per estenosi espinal. En aquest trastorn, el canal espinal (o espai a través dels quals passa la medul·la espinal) es redueix i comprimeix la medul·la espinal, la cua de cavall o arrels nervioses del nervi ciàtic. Aquest estrenyiment pot ser causat pels osteòfits (creixements ossis que es formen a les vores d'una articulació afectada d'artrosi), espondilolistesi, inflamació, o hèrnia discal que disminueix l'espai disponible per a la medul·la espinal, que pessiga i irrita els nervis de la medul·la espinal que van als nervis ciàtics.

### Síndrome del piriforme
En el 15% de la població el nervi ciàtic passa a través del múscul piramidal de la pelvis i no per sota. Quan el múscul s'escurça o es tenen espasmes a causa d'un traumatisme o ús excessiu, pot ocórrer la compressió o estrangulació del nervi ciàtic per sota del múscul, que ocasiona llavors la síndrome del piriforme.
Trastorns d'aquest tipus es coneixen generalment com neuropaties per atrapament. En el cas particular de la ciàtica i el múscul piriforme, aquesta trastorn es coneix com a «síndrome piriforme». Col·loquialment es coneix com a "ciàtica de cartera", que pot passar per la cartera col·locada a la butxaca posterior del maluc, comprimint els músculs dels glutis i el nervi ciàtic quan el qui el pateix s'asseu. La síndrome piriforme pot ser una causa de la ciàtica quan l'arrel del nervi és normal.

### Els punts gallet
Una altra font dels símptomes de ciàtica són els punts gallet actius de la zona lumbar i els músculs glutis. En aquest cas, el dolor no és conseqüència de la compressió del nervi ciàtic, encara que la distribució de dolor en els glutis i la cama és similar. Els punts gallet es produeixen quan els músculs és isquèmica a (amb baix flux sanguini) a causa d'una lesió o la contracció muscular crònica. Els músculs que normalment s'associen amb els punts gallet que provoquen símptomes ciàtic són: el  quadrat lumbar,  el  gluti mitjà,  el  gluti menor,  i els rotadors del maluc de profunditat.

### Embaràs
La ciàtica pot presentar-se durant l'embaràs, principalment com a resultat que l'úter pressiona el nervi ciàtic, i, en segon lloc, de la tensió muscular o a conseqüència de la compressió vertebral de portar el pes addicional del fetus, i els canvis posturals inherents a l'embaràs.

### Hàbits
El risc de ciàtica autoinfligida s'ha incrementat en els últims anys, per exemple, assegut en una cartera o dret durant períodes prolongats de temps cada dia que pot causar la ciàtica autoinfligides. Els símptomes d'entumiment o dolor darrere de la ròtula del genoll s'associen a aquesta forma de ciàtica. La ciàtica relacionada amb la feina pot ser causada per l'ús de cinturons d'eines que pengen al voltant dels malucs i causar desalineament significatiu de les vèrtebres sacres durant llargs períodes.

## Diagnòstic
Degut a les diferents causes que poden comportar la compressió de les arrels nervioses, el tractament sovint difereix d'un pacient a un altre. Alguns indicadors comuns de la ciàtica són els seus símptomes (el dolor irradiat a les cames o als peus, sensacions estranyes) i signes (alteració dels reflexos i debilitat). La prova diagnòstica més utilitzada és l'elevació de la cama recta per produir el signe de Lasègue, que es considera positiu si es reprodueix el dolor en la distribució del nervi ciàtic en realitzar el metge una extensió passiva del membre inferior d'entre 30 i 70 graus. Si bé aquesta prova és positiva en al voltant del 90% de les persones amb ciàtica, aproximadament el 75% de les persones amb una prova positiva no tenen ciàtica.
Si no s'ha produït una millora en els símptomes en sis setmanes, estarà indicada la realització d'una TAC o una RM. Mètodes d'imatge com la neurografia per RM poden ajudar en el diagnòstic i el tractament de la ciàtica. La neurografia per RM s'ha demostrat que el diagnòstic del 95% dels pacients amb ciàtica greu, mentre que tan sols el 15% dels malalts de ciàtica en la població general són diagnosticats amb problemes relacionats amb discos. La neurografia per RM és una tècnica modificada de ressonància magnètica que fa servir el programari de ressonància magnètica per proporcionar millors imatges dels nervis espinals i l'efecte de compressió en els nervis; també pot ajudar a diagnosticar la síndrome piriforme, que és una altra causa de la ciàtica diferent de l'hèrnia discal.

## Tractament
Quan la causa de la ciàtica es deu a una hèrnia de disc lumbar, la majoria dels casos es resolen espontàniament en qüestió de setmanes o mesos. En principi, el tractament en les primeres 6-8 setmanes ha de ser conservador. No sembla haver-hi una diferència significativa en els resultats entre el consell de mantenir-se actiu i les recomanacions de repòs en llit. De la mateixa manera, la fisioteràpia (exercicis) no s'ha trobat que sigui millor que el repòs al llit.
Els casos de ciàtica són tractats amb mesures diferents encara que l'eficàcia d'aquestes mesures és limitada. Algunes d'aquestes mesures són les següents:

### Farmacològic
- Medicaments antiinflamatoris (per exemple, AINEs o glucocorticoides orals. Però, els AINEs no són més efectius que el placebo per a la ciàtica aguda).[13]
- Paracetamol: evidència limitada de l'eficàcia
- Opiacis menors: sovint s'utilitzen si el dolor és sever
- Injeccions epidurals de glucocorticoides: no ofereixen millores a llarg termini en els resultats, però proporcionen alguns beneficis a curt termini

### Tractaments alternatius i complementaris
- Teràpia física i exercicis d'estirament
- Descompressió espinal no quirúrgiques
- Teràpia de massatge
- Ioga - Saddle Pose, «Paloma» o «Cobra».
- Pèrdua de pes: redueix la pressió sobre les arrels del nervi espinal
- Acupuntura
- Tractament de manipulació quiropràctica (osteòpata)

### Cirurgia
La cirurgia accelera la resolució del dolor. Al cap d'un temps però, amb cirurgia o sense cirurgia s'acaba amb els mateixos resultats, de manera que es deixa triar al pacient per un o altre tractament. És necessària quan la causa subjacent de la compressió sigui un abscés epidural, o tumors epidurals.

## Prevenció
Hi ha un seguit de consells que poden ser útils:
Exercici
Practicats d'una forma regular i progressiva, fins a fer-lo diari; com el caminar o la natació enforteixen els músculs de l'esquena, sense sotmetre-la a una sacsejada sobtada, i es pot prevenir i reduir els símptomes de la ciàtica. El ioga o Pilates poden, a més de millorar la força, millorar la flexibilitat. Haureu d'evitar d'esports que puguin traumatitzar-vos l'esquena.
Postures
Una mala postura pot agreujar la ciàtica. L'adopció de mesures per millorar la postura pot alleujar el dolor i la inflor:
Dempeus
Poseu-vos dret amb el cap mirant endavant i l'esquena recta. El pes ha de ser equilibrat, tots dos peus i les cames s'han de mantenir rectes.
Assegut
Seieu en posició vertical amb un suport, com un coixí o una tovallola enrotllada a la zona lumbar. Els genolls i els malucs han d'estar al mateix nivell i els peus han d'estar plans sobre terra, amb l'ajuda d'un tamboret si cal.
Conduint
Igual que amb l'anterior, l'esquena ha d'estar degudament assentada. Corregiu la posició dels miralls retrovisors per evitar haver de girar l'esquena. Els pedals han d'estar directament davant dels peus. Si conduïu llargues distàncies, heu de fer pauses regulars per estirar les cames.
Al llit
Dormiu en un matalàs mitjanament ferm (no gaire ferm). El matalàs ha de ser prou ferm com per sostenir el cos, mentre suporta el pes de les espatlles i les natges, mantenint la columna recta. El coixí pel cap no ha d'obligar que el coll es vegi obligat a estar doblegat endavant.
De l'elevació i manipulació de càrregues
Pensau si realment podeu aixecar aquell pes i si no seria millor que ho fes una altra persona o que us ajudés. En aixecar el pes, feu que l'esforç el facin les cames inclinant sols lleugerament (si convé) l'esquena i sense inclinar-la cap a un costat. Manteniu el pes el més a prop del cos. Si l'objecte sols cal moure'l, empenyeu-lo però no l'estireu. Si heu de dur diversos pesos, repartiu el pes en tots dos braços.